# 102619 Crespino
102619 Crespino è un asteroide della fascia principale. Scoperto nel 1999, presenta un'orbita caratterizzata da un semiasse maggiore pari a 2,3440803 au e da un'eccentricità di 0,2320603, inclinata di 7,01581° rispetto all'eclittica.